# Relations entre la France et l'Iran
Vous lisez un « article de qualité » labellisé en 2006.
Les plus anciennes relations entre la France et l'Iran attestées datent du haut Moyen Âge. Elles ont d'abord un objectif politique et religieux lors des croisades, puis avec l'envoi de missionnaires. Par la suite, les relations franco-iraniennes se développent dans un but plus commercial à partir des Séfévides. Entre la Révolution française et la Première Guerre mondiale, de nombreux contacts se nouent entre les deux pays, avec la mise en place d'une influence culturelle française grandissante en Perse. Ces relations sont périodiquement ternies par les manœuvres des grands empires occidentaux (russe et britannique principalement) visant à peser sur le destin de l'Iran, stratégiquement situé sur les routes entre le Proche-Orient et l'Inde.
Depuis la révolution iranienne et le soutien de la France à l'Irak lors de la guerre Iran-Irak, les relations se sont dégradées. De 2003 à 2015, les relations entre les deux pays ont été fortement influencées par le dossier nucléaire iranien et sous la présidence de Nicolas Sarkozy, la France a pris des mesures très sévères contre l'Iran (dont la proposition du Président français d'imposer un embargo pétrolier européen à l'Iran). Pendant cette période une multitude d'affaires ont envenimé les relations bilatérales déjà très tendues (prises de position de Bernard Kouchner, attaques successives contre l'Ambassade d'Iran à Paris, affaire Clotilde Reiss, l'affaire Kakavand...). À partir de la victoire de Hassan Rohani, à l'élection présidentielle iranienne, et le début d'une nouvelle phase dans les négociations nucléaires, les relations bilatérales sont entrées dans une nouvelle phase et la signature de l'accord de Vienne sur le nucléaire iranien (JCPOA ou le Plan Global d'Action conjointe) entre l'Iran et les pays du groupe dit 5+1 (les États-Unis, la France, la Grande-Bretagne, la Russie, la Chine et l'Allemagne) le 14 juillet 2015 (soit 300 ans après que le premier Ambassadeur de Perse a été reçu au Palais de Versailles par le roi de France, Louis XIV) a définitivement ouvert un nouveau chapitre dans les relations franco-iraniennes.
Avec la décision unilatérale (mai 2018) du Président américain, Donald Trump, de sortir de l'accord nucléaire et d'appliquer des sanctions contre l'Iran et toutes les entreprises européennes et françaises travaillant avec l'Iran (le principe d'extraterritorialité des lois US), un coup d'arrêt a été porté aux développement des grandes entreprises françaises en Iran ainsi qu'aux grands contrats qui avaient été signés entre les deux pays (Total, PSA, Renault, Airbus, ATR....).
Le 25 août 2019 dans le cadre du sommet du G7 la France invite le ministre iranien des affaires étrangères pour discuter du programme nucléaire iranien alors que les relations entre Iran et États-Unis sont tendues à la suite du retrait des États-Unis  de l'accord nucléaire signé en 2015. Cette rencontre franco-Iranienne marque un nouveau chapitre dans les relations anciennes entre les 2 pays.

## Avant 1789

### Période pré-safavide
Pendant le haut Moyen Âge, la Perse est surtout connue en Europe à travers des récits bibliques, grecs ou latins. Pendant les croisades, lancées par les Francs, tous les pays musulmans, dont la Perse, sont considérés comme des ennemis de la chrétienté. Les invasions mongoles permettent d'établir des contacts entre l'Orient et l'Occident et la France joue un rôle important à ce sujet. En effet, le but de l'Europe est alors de convertir les Mongols, comme ils l'ont fait plus tôt avec les envahisseurs barbares. Des missionnaires franciscains et dominicains sont envoyés en Perse Il-khanide et des missions sont établies à Soltaniyeh, Maragha, Tabriz et Tiflis (aujourd'hui Tbilissi).
La majorité des lettres échangées entre les Mongols et les souverains occidentaux contiennent des demandes de soumission. C'est Eldjigidèi, un chef mongol en Arménie et en Perse qui initie l'ouverture diplomatique en 1248 en écrivant à Louis IX. Celui-ci en retour envoie le dominicain André de Longjumeau apporter une lettre à Güyük, mais le moine arrive après la mort du Khan (dirigeant, roi en mongol et en turc) et sa veuve et régente, Oghul Qaïmich renvoie l'ecclésiastique sans autre ouverture. Les contacts entre les Francs et les Mongols se perpétuent, sans déboucher sur une alliance. C'est Oldjaïtou qui relance les relations en écrivant à Philippe le Bel en 1305 pour proposer une alliance contre les Mamelouks. Alors que les préparations d'une nouvelle croisade s'enlisent, Oldjaïtou lance une attaque infructueuse contre les Mamelouks (1312–1313). Cette politique est par la suite abandonnée par son successeur, Abou-Saïd Bahadour qui signe le Traité d'Alep avec les Mamelouks en 1322. Alors que la coopération diplomatique est abandonnée, les activités missionnaires, commerciales et les voyages continuent.

### Période safavide

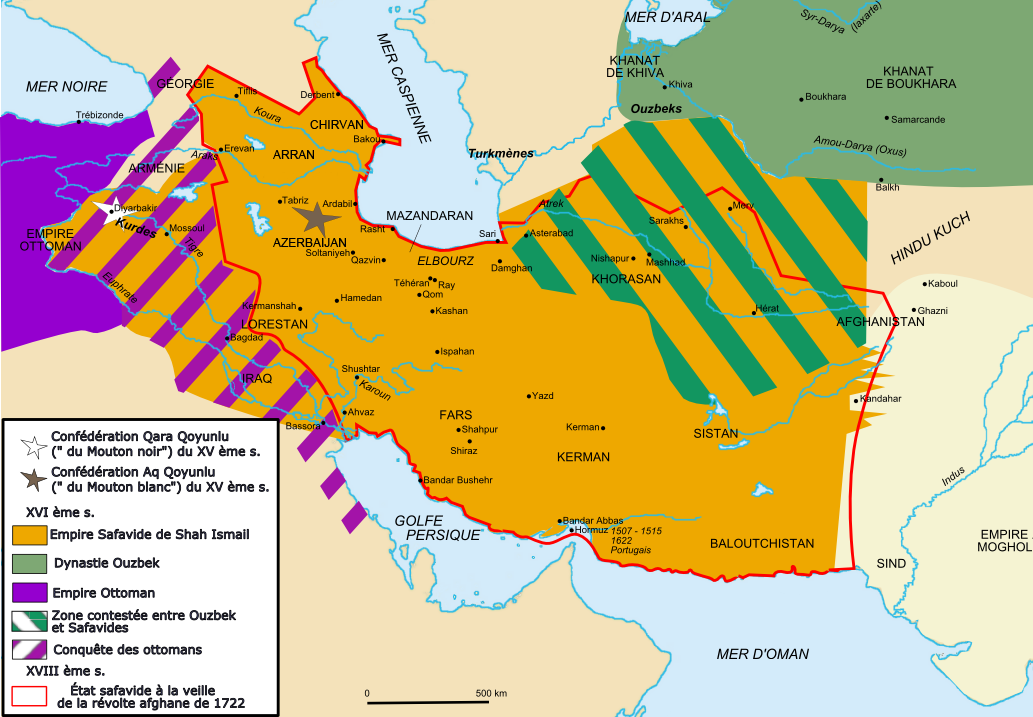
Carte représentant l'État safavide entre 1512 et 1722.

L'avènement de Shah Ismaïl (1501) correspond à l'extension de la puissance ottomane dans le golfe Persique et l'océan Indien. Le Shah souhaite alors une alliance avec certains souverains européens pour contrer les Ottomans, mais les Français restent absents. En effet, François Ier avait signé en 1536 un traité d'alliance avec Soliman le Magnifique afin de restreindre le pouvoir de Charles Quint, ce qui l'empêche de répondre aux souhaits du Shah. À la suite des invasions des Ottomans dans le nord-ouest de la Perse, en 1547 puis en 1604, les Perses sont forcés de capituler et l'alliance de la France avec les Turcs empêche Henri IV de répondre aux demandes d'ouverture adressées par le Shah Abbas Ier.
La première tentative pour établir des relations directes entre la France et la Perse est faite par Louis XIII, qui se sert du prétexte d'envoyer une mission de marchands marseillais pour convaincre Shah Abbas de la volonté du roi de France de servir de médiateur entre la Perse et les Ottomans. Cette mission est menée par Louis Deshayes et a pour but non avoué de réduire l'influence du Portugal (et de l'Espagne, qui est son suzerain entre 1580 et 1640) en Orient. Le Shah allait accorder des privilèges aux Français, comme les droits exclusifs de protéger les catholiques en Perse, des facilités pour établir des missions catholiques et le monopole du commerce sur la route du levant, mais cette mission est rendue impossible par le grand vizir des Ottomans.
Alors que les missionnaires présents en Iran sont surtout des augustins portugais ou des carmélites italiens et espagnols, Richelieu envoie deux moines capucins à la cour de Shah Abbas. Les missionnaires français jouent par la suite un rôle important, en informant les marchands, les voyageurs et les diplomates grâce à leur connaissance poussée de l'Iran. Le plus représentatif de ces missionnaires est le capucin Raphaël du Mans, qui réside à Ispahan de 1647 à sa mort en 1696, qui joue un rôle de traducteur et de négociateur lors de l'établissement de la Compagnie française des Indes, ainsi qu'un rôle d'informateur auprès de Colbert.
La guerre de Succession d'Espagne et les projets pour diminuer la puissance navale de Mascate mettent en sommeil les relations franco-persanes, qui sont renouvelées par la mission de Jean Billon de Cancerille à la cour safavide en 1700. Celui-ci recommande que le commerce avec l'Orient se fasse par la route du Levant. La mission de Billon de Cancerille est suivie par celle de Jean-Baptiste Fabre (qui meurt en route à Erevan) puis celle de Pierre-Victor Michel. Ce dernier réussit à obtenir un traité de capitulation en 1708. Ce premier traité officiel accorde la protection aux missions chrétiennes et facilite le commerce. Des clauses monétaires et une lettre additionnelle promettant le déploiement de navires de guerre français dans le golfe Persique afin de combattre les Omanis sont très avantageuses pour les Persans. Toutefois, la guerre en France et les difficultés rencontrées lors du voyage retardent la ratification du traité à 1712. Le clergé arménien, irrité par le prosélytisme des missionnaires, réussit à faire annuler leurs privilèges qui doivent être renégociés. De plus, malgré les privilèges accordés aux marchands de Saint-Malo, aucun bateau français n'apparaît dans le golfe Persique, ce qui fait douter le gouvernement persan de l'authenticité des lettres remises par les missionnaires au nom de Louis XIV. Mohammad Reza Beg, maire d'Erevan, est envoyé en France, et est reçu en grande pompe par Louis XIV à Versailles le 19 février 1715, ce qui marque le début de nouvelles négociations pour déboucher sur un nouvel accord le 13 août 1715, cette fois-ci plus favorable pour le commerce français. Cependant, avec la chute de la dynastie safavide en 1722, l'accord ne sera pas appliqué et le commerce français en Perse n'augmentera pas. La création de la Compagnie française des Indes orientales (1719), privilégiant la route passant par l'océan limitera par la suite les relations franco-persanes.

## Entre la Révolution française et la Première Guerre mondiale

### 1789–1849
Malgré l'hostilité de Catherine II de Russie vis-à-vis de la Perse et de la Révolution française, l'ascendance des Qajars en Perse ainsi que les changements induits par la révolution en France ne rapprochent pas les deux pays. En 1804, cependant, Fath Ali Chah Qadjar espère que Napoléon pourra l'aider à récupérer la Géorgie, alors que Napoléon pense que le souverain perse pourrait accélérer la défaite de la Russie et ouvrir la voie vers l'Inde. C'est à ces fins qu'est conclu le Traité de Finkenstein le 4 mai 1807. Mais la volte-face de Napoléon, qui signe le Traités de Tilsit le 7 juillet de la même année, les difficultés rencontrées sur la route de la Perse pour faire parvenir le traité au souverain Qajar et les manœuvres diplomatiques des Britanniques rendent le traité de Finkenstein inopérant. L'inaction des Français par la suite pousse Fath Ali Shah à se tourner vers les Britanniques à la place. En 1811, les relations entre la France et la Perse sont interrompues. Pendant la période qui suit, les relations sont menées par des intermédiaires sans statut diplomatique; par exemple l'Arménien Davoud Khan Malekshah Nazar, qui sert les cours française et perse entre 1802 et 1818, les officiers français instruisant les troupes de Abbas Mirza à Tabriz et Madame de la Marinière, française servant de tuteur à certains enfants de la cour.
Pendant les règnes de Mohammad Chah Qadjar (1834-1848) et Louis-Philippe Ier (1830-1848), les négociations sont relancées par les Persans, dont les relations avec les Anglais se détériorent après la perte de Hérat (1837). Mirza Hosein Khan est envoyé à la cour française en août 1838 et est reçu par Louis-Philippe Ier. La France accepte ensuite de fournir des armes et des instructeurs militaires à l'Iran afin de remplacer les Britanniques. En septembre de l'année suivante, Mirza Hossein Khan quitte Paris accompagné d'un souffleur de verre, d'un armurier et de neuf sous-officiers sous le commandement de Henry Boissier.
À Téhéran, les Russes sont peu enclins à partager leur influence, et Mohammad Shah s'arrange pour que les officiers français ne reçoivent pas leur solde. La mission quitte la Perse en 1840 mais les liens culturels demeurent forts entre les deux pays. Eugène Bore, envoyé par l'Académie des inscriptions et belles-lettres obtient un firman le 17 mai 1840 l'autorisant, ainsi que les lazaristes, à ouvrir des écoles françaises.
Les relations sont rétablies en 1844, cette fois à l'initiative des Français, qui veulent signer un traité commercial mais aussi pour protéger les missionnaires lazaristes qui ont été maltraités en Azerbaïdjan. Cette mission débouche sur la nomination de Ernest Cloquet en tant que médecin personnel du Shah en 1846 et la proclamation de décrets visant à protéger les écoles lazaristes fondées afin d'éduquer les Chaldéens d'Iran. Ce renouveau des relations franco-perses, stimulé par l'envoi d'une expédition scientifique menée par le géographe Hommaire de Hell, est une nouvelle fois arrêté par la chute de Louis-Philippe Ier en février 1848, car la Perse ne fait pas partie des priorités de la République. Les condoléances pour la mort de Mohammad Shah (1848) n'arrivent à Téhéran qu'en avril 1849. Par la suite, Amir Kabir, grand vizir de Nassereddine Shah, n'aura pas confiance dans le gouvernement républicain français et rejettera toute tentative de rapprochement, dont un traité commercial en 1848, et oubliera même de payer les employés français du gouvernement persan.

### 1850–1871

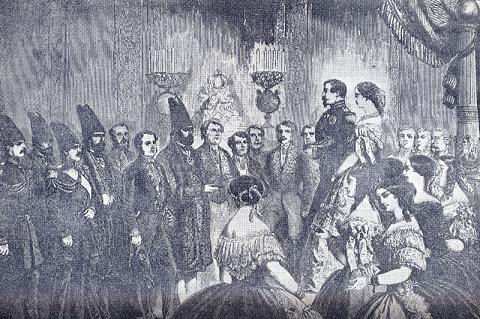
Dessin représentant Amin o Dowleh, chef de la délégation perse à la cour de Napoléon III.

Ces deux décennies sont une période de compréhension et d'entente cordiale entre les deux pays, avec des délégations bien établies à Téhéran et à Paris. En 1852, le premier ministre Mirza Aqa Khan Nour Etemad al-Dawleh a besoin d'une puissance médiatrice afin de l'aider à conclure de nouveau une alliance avec les Anglais. Le premier ministre perse accepte alors un traité commercial proposé par la France 3 ans plus tard, en juillet 1855. Ce traité est finalisé en 1856 et en octobre 1858, le délégué perse en France revient avec une mission militaire française en Perse. Un an plus tard, un nouveau délégué perse est nommé à Paris ; ce délégué est aussi chargé de l'éducation en Europe d'environ 60 étudiants, diplômés de Dar-ol-Fonoun pour la plupart. À cette époque, la représentation diplomatique de l'Iran en France est relativement importante, avec un attaché militaire à Paris et plusieurs consuls à Paris et en province. Napoléon III, qui est empereur à partir de 1852, répond en établissant une légation française à Téhéran en juillet 1854. La tête de cette légation n'est considérée que comme un poste mineur depuis Paris, principalement un poste d'observation aux intérêts limités. Les fonctionnaires qui se succèdent à ce poste permettent quand même d'asseoir les bases de l'influence française en Perse à travers les rôles de protection, d'éducation, de médecins à la cour et de conseillers militaires.
C'est à cette époque que sont ouverts plusieurs consulats français en Iran, à Racht en 1864 et à Tabriz en 1866. La tradition du médecin de cour français est maintenue avec la nomination en 1858 du docteur Joseph Désiré Tholozan (du corps de santé de l'armée française) à ce poste. Les conseillers militaires retrouvent eux aussi une place d'honneur avec la mission du colonel Victor Brongniart qui sert directement sous les ordres du commandant de l'armée perse, certains officiers restant même après la fin de leur contrat en tant qu'instructeurs au Collège militaire de Téhéran ou en contribuant à la création d'usines d'armes modernes comme le capitaine Michel Rous.
Cette époque se finit par la défaite française à Sedan en 1870, la chute de l'empire pour la république et la capitulation de Paris, qui fait perdre toute confiance envers la France aux Iraniens.

### De 1871 à la Première Guerre mondiale

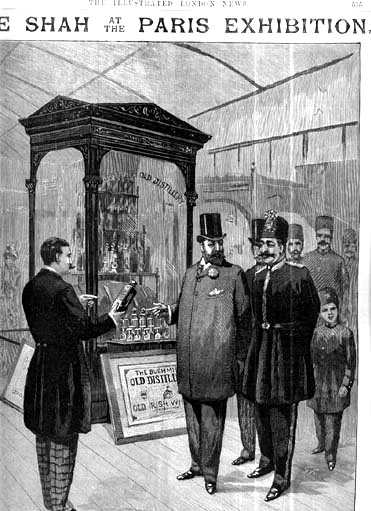
Nassereddine Shah visitant l'Exposition de Paris en 1889.

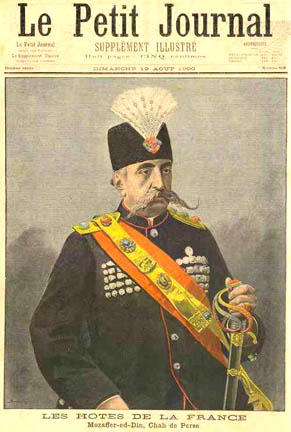
Mozaffareddine Chah fait la couverture du Petit Journal le 19 août 1900, lors de sa visite à Paris.

Pendant cette période, les relations sont officiellement maintenues, mais n'ont pas grande importance politique, une France vaincue n'ayant que peu d'intérêt pour le gouvernement perse qui est extrêmement faible et qui recherche des protecteurs puissants. Le pays n'a presque aucune infrastructure, ni route carrossable, ni chemin de fer, ni aucune infrastructure hospitalière, à part quelques dispensaires dans les grandes villes, dont certains sont tenus par des sœurs d'éducation française. Pendant cette même période, la Perse est en proie à une très grande rivalité entre la Grande-Bretagne et la Russie, dans le cadre du Grand Jeu. La position de la France - puissance neutre dans la rivalité des deux pays - est alors paradoxale: son influence culturelle est grandissante avec la pratique de la langue française dans l'élite, mais elle ne perce pas d'un point de vue commercial et politique. De cette époque subsisteront d'ailleurs de nombreux emprunts au français dans la langue persane. Du côté français, les livres de Marcel et Jane Dieulafoy font découvrir à un large public français la misère et l'arriération sociale de la Perse et ses grandeurs archéologiques passées.
La représentation diplomatique de la Perse en France est alors plus forte que jamais, puisqu'on compte treize consuls ou vice-consuls perses résidant en France (deux à Paris et Bastia, un à Bayonne, Béziers, Bordeaux, Le Havre, Lille, Lyon, Marseille, Nice et Rouen). La relation cordiale entre les deux pays se renforce encore avec les visites officielles de Nassereddine Shah et de Mozaffareddine Chah en France, ainsi que la participation de la Perse aux grandes expositions de 1878 et 1900. En 1905, Samad Khan Momtaz os-Saltaneh est nommé ambassadeur de Perse à Paris.
Pendant ce temps, en Perse, l'activité diplomatique et commerciale des représentants français continue, et les médecins français des Qadjars fournissent une source importante d'influence à la cour. Certains Français ont agi de leur propre chef pour développer des projets économiques en Perse, comme l'établissement de raffineries de sucre dans le Guilan en 1878 par Messieurs Barral et Rambaud, l'éclairage au gaz de Téhéran en 1881 par Boital, ou encore l'ouverture de pharmacies à Tabriz et Téhéran par M. Coppin. En 1912, un « syndicat franco-iranien » est même créé, permettant d'exploiter du charbon et divers minéraux au sud de la mer Caspienne.
Cependant, à partir des années 1890, la France commence à chercher une alliance avec la Russie (alliance franco-russe), puis, quelques années plus tard, entrevoit la possibilité d'une triple alliance avec la Grande-Bretagne. La Russie limitera les ambitions de la France dans cette partie du globe. Malgré la création de l'Union franco-persane en 1909, l'aide de la France se limite à envoyer quelques conseillers en matières militaires, agricoles et financières. La Perse est alors un des pays les plus pauvres du monde, avec un fort taux d'analphabétisme et une situation sanitaire précaire.
Malgré ces quelques réussites commerciales, et en prenant en compte les exportations d'armes et d'alcool, la France n'est que le cinquième partenaire commercial de la Perse en 1914 ; ce qui souligne le déclin de l'influence française. Malgré ce déclin économique, les contributions culturelles, archéologiques et à l'éducation en Perse montrent un fort dynamisme. De plus, le gouvernement français accorde une protection officielle aux citoyens suisses, grecs et italiens, ainsi qu'à partir de 1911 aux officiers suédois qui encadrent et forment depuis plusieurs décennies la gendarmerie persane (comme le font les officiers russes qui encadrent la brigade cosaque persane).

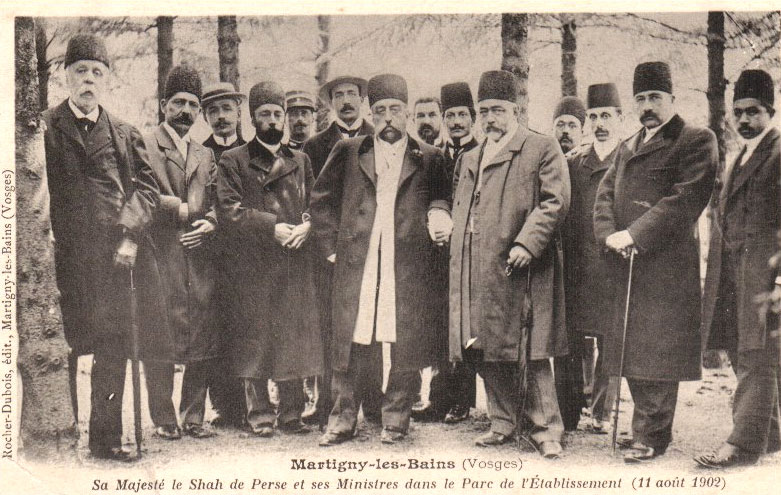
Le chah Mozaffaredin à sa visite en France (photo prise à Martigny-les-Bains en 1902).

Pendant la Première Guerre mondiale, cette politique est maintenue. La Perse souhaite cependant que la France participe à l'évacuation des troupes russes et britanniques de Perse en 1917, et en septembre de cette année, la France envoie un hôpital mobile (appelé « l'Ambulance ») à Tiflis (Tbilissi aujourd'hui) pour traiter les blessés russes qui combattent contre les Ottomans. Cette « Ambulance » est ensuite envoyée à Ourmia après le départ des Russes (fin de la guerre négociée par Lénine) afin de fournir une aide humanitaire ainsi qu'un assistance militaire. Cette décision, qui a été prise par le Quartier général de Tiflis sans concertation ni avec Paris, ni avec Téhéran, aura des répercussions non voulues, puisque des combats éclatent entre les milices chrétiennes présentes dans la région et le Parti démocratique de l'Azerbaïdjan, soutenu par les Bolcheviks.
Sur l'ensemble de la période, on voit donc que la France reste dans le cadre des relations entre l'Iran d'une part et la Grande-Bretagne ainsi que la Russie d'autre part[Quoi ?]; la politique française restant réservée par rapport à celle de ces deux autres partenaires européens.

## Période entre la Première Guerre mondiale et la chute de Mohammad Reza Shah Pahlavi

### Ascension de la dynastie Pahlavi
À l'issue de la Première Guerre mondiale, la Perse, théoriquement neutre, est en fait soumise à l'influence britannique, puisque l'Empire russe s'est effondré. En effet, la présence des South Persia Rifles et le fait que la brigade cosaque persane soit payée par la légation britannique montre cette influence. Cette hégémonie britannique indispose Paris, puisque la Perse est adjacente à la « Bande de Mossoul », zone allouée à la France après les accords Sykes-Picot de 1916. Le départ des Russes et des Allemands de Perse offre alors l'occasion à la France de réaliser ses ambitions dans ce pays. Les diplomates français arguent du fait que la France n'y a pas de passé colonial, et peut alors y exercer une influence notable.
À cette époque, l'influence diplomatique de la France est pourtant faible en Perse : la Belgique avait alors plus de représentants diplomatiques en Perse que la France, et Morgan Shuster ne fait aucune référence à la France dans son livre The strangling of Persia, récit de son poste de conseiller financier auprès du gouvernement perse en 1911.
La France pour augmenter sa présence en Perse réalise donc plusieurs projets :
- Création d'une banque française à Téhéran,
- Augmentation du nombre d'enseignants français à Dar-ol-Fonoun et à la faculté de Droit de l'Université de Téhéran ;
- Fondation d'un lycée français et d'une école d'agriculture ;
- Ajout d'une section commerciale à la légation française ;
- Mise en place d'un service international de TSF pour contrer les services britanniques et allemands ;
- Publication d'un journal en langue française en Iran, dont la langue est de plus en plus parlée (c'était encore la langue diplomatique et une sorte de lingua franca au Proche-Orient) ;
- Augmentation du nombre de consulats.

Les autres projets, plus politiques, étaient d'envoyer des conseillers au gouvernement persan, et d'envoyer une mission militaire française pour entraîner l'armée persane.
La publication de l'accord anglo-persan de 1919 ainsi que le refus des Britanniques de laisser la Perse participer à la conférence de Versailles montrent que les Britanniques sont fortement réticents à laisser la Perse décider de son sort et que d'autres puissances étrangères fassent de l'ingérence dans les relations perso-britanniques. Le premier ministre de l'époque, Wotouq-al Dawla a même essayé de convaincre Bonin, diplomate français en Perse, de se faire aider par son collègue américain afin d'obtenir auprès des britanniques l'annulation de l'accord anglo-persan après qu'il a été signé. Le coup d'État de Reza Pahlavi du 21 février 1921 amène les Français à penser que la période française en Perse est enfin arrivée. En effet, le fait que les diplomates britanniques à Téhéran ne soient pas au courant de l'implication de leur gouvernement[Lequel ?], qu'une majorité d'officiers ayant réalisé le coup d'État aient été formés en France, ainsi que la décision de Reza Khan de refuser tout ingérence britannique dans l'organisation de l'armée le laisse à penser. De plus, Reza Khan décide en juin 1943[Quoi ?] d'envoyer 46 élèves officiers se former dans des écoles militaires françaises. Cependant, après la conférence de San Remo de mai 1920, la France, préférant mettre en place ses protectorats au Proche-Orient, accepte de ne pas contester l'hégémonie britannique en Perse.

### Les rapports de la France avec Reza Shah

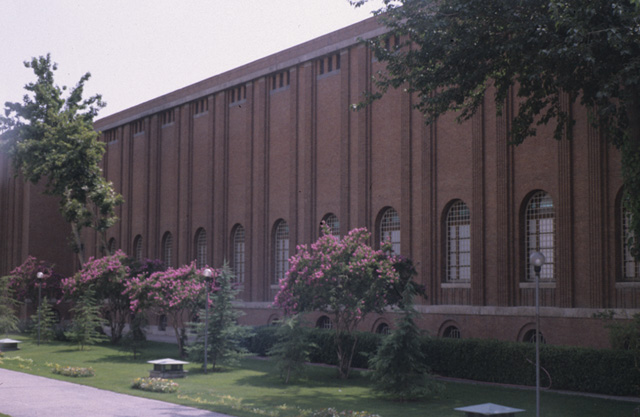
Musée national d'Iran, conçu par l'architecte français André Godard au début du XXe siècle.

Les Perses ne sont pas indifférents à la victoire de la France sur l'Allemagne et au prestige militaire de Clemenceau. La France est alors très bien considérée par Reza Shah, qui envoie les cadets de l'armée perse en formation en France. Ce programme de formation est autorisé par le Parlement persan en 1922 et durera une décennie. Des officiers français sont recrutés par l'armée iranienne pour former des Iraniens à l'académie militaire de Téhéran.
De plus, la France est alors le modèle pour la formation de l'éducation secondaire en Iran, le dabirestan persan étant fondé sur le modèle du lycée français. Les cursus de l'université de Téhéran sont aussi calqués sur le modèle français, et les conseillers et professeurs français apportent une aide notable, particulièrement aux facultés de médecine et des beaux-arts. De nombreux étudiants iraniens partent aussi étudier en France à cette époque. C'est une époque nouvelle qui s'ouvre : officiellement la Perse prend le nom d'Iran et une loi interdit le voile islamique. Le pays entre dans la modernité.
Ce sont des articles dans des journaux satiriques français qui font se détériorer les relations franco-persanes entre 1933 et 1938 ; des relations qui deviennent encore plus délétères avec l'arrivée au pouvoir du gouvernement socialiste du Front populaire en France en 1936. En effet, les Iraniens pensent que les grèves désorganisent l'économie française, ce qui explique le manque de commandes des Iraniens à ce moment-là, ainsi que le refus de l'Iran de participer à l'exposition universelle de Paris de 1937. Les relations diplomatiques avec la France sont rompues en 1938 sous le prétexte d'articles satiriques dans des journaux français à propos de Reza Shah. D'autre part le chah se rapproche de l'Allemagne du Troisième Reich qui à la veille de la guerre est son premier partenaire commercial.
Les relations diplomatiques sont rétablies en mars 1939 à l'occasion du mariage du prince Mohammad Reza avec la princesse Faouzia Fouad.
Les événements de 1940 et l'avènement du gouvernement de Vichy restaurent la confiance de Reza Shah envers la France, qui déclare à la fête de Norouz en 1941: « Les Français ont finalement compris, comme nous et après nous, que pour être fort, il faut un gouvernement fort ». Le paradoxe est qu'il prononce cette phrase peu de temps avant d'être contraint par les occupants anglo-soviétiques d'abdiquer et de finir sa vie relégué en exil en Afrique du Sud. L'occupation anglo-soviétique de l'Iran en 1941, par crainte de son rapprochement avec l'Allemagne, l'abdication du chah puis l'alliance tripartite entre les Iraniens, les Britanniques et les Soviétiques ont pour conséquence la fermeture des représentations diplomatiques françaises vichyssoises. L'Iran n'a de toute façon plus aucune indépendance, étant devenu de fait un protectorat anglo-soviétique. Ni Roosevelt, ni Churchill ne se déplacent pour rendre visite au jeune chah lorsqu'ils se réunissent pour la conférence de Téhéran en 1943 et Staline ne vient le voir que rapidement. Le nord du pays est occupé encore plusieurs années après l'armistice par les troupes soviétiques qui fomentent des soulèvements prosoviétiques, tandis que se prépare un rapprochement des communistes de l'Azerbaïdjan soviétique et de l'Azerbaïdjan iranien. Les compagnies pétrolières sont le monopole des Anglais. La France est occupée alors à son propre relèvement et celui de ses colonies.

### La France et Mohammad Reza Shah
C'est le général de Gaulle qui aide à restaurer le prestige de la France auprès du chah d'Iran. En effet, le dirigeant de la France libre s'était déjà arrêté à Téhéran en novembre 1944, sur le chemin de Moscou, afin d'assurer au nouveau monarque, Mohammad Reza Pahlavi (que personne n'avait invité à la conférence de Téhéran quelques mois auparavant) l'importance que la France attache à la continuité monarchique en Iran. De Gaulle se rendra encore en Iran en 1963 et le chah sera le seul chef d'État que le vieux général acceptera de recevoir à Colombey avant de mourir. Le règne du nouveau chah apparaît prometteur après la guerre, car il a été éduqué dans une école de langue française (à l'Institut Le Rosey, en Suisse) et choisit des gouvernantes françaises pour ses enfants. De plus, le langage politique et idéologique des hommes politiques iraniens (dont Mossadegh) est le français ; nombre de Premiers ministres qui suivent Mossadegh parlent couramment le français. Toutefois, la position de la France au cours des guerres de décolonisation (Guerre d'Algérie, d'Indochine) ternit son image auprès du peuple iranien.
La France est à cette époque très présente en Iran au point de vue culturel, mais n'a qu'une importance mineure du point de vue diplomatique, comme le montre l'attribution de seulement 6 % des parts à la Compagnie française des pétroles après la crise de 1953 et le démantèlement de l'Anglo-Iranian Oil Company.
La politique de grandeur du chah et son soutien de la part de Washington se perçoivent avec réserve en France à partir du début des années 1970, alors que les opinions médiatiques changent après les bouleversements culturels de l'après mai 1968 en Europe et que la politique intérieure du chah est jugée en Europe comme étant de plus en plus autoritaire. Le président Pompidou envoie son Premier ministre Jacques Chaban-Delmas aux célébrations de Persépolis en 1971 (pour le 2500e anniversaire de la monarchie perse), alors que monarques et chefs d'État s'y bousculent.
Malgré ces réserves, la France profite de l'augmentation du pouvoir d'achat de l'Iran à la suite du premier choc pétrolier en vendant sa technologie nucléaire, par un contrat signé en 1975 par lequel Framatome se voit confier la construction de cinq centrales nucléaires et l'Iran se voit attribuer une participation dans Eurodif, compagnie créée pour fournir de l'uranium enrichi. La révocation du contrat par le gouvernement de Bakhtiar en 1979 et l'arrivée de la république islamique mettent en péril les relations franco-iraniennes.

## République islamique d’Iran

### Relations pendant la révolution iranienne

Rouhollah Khomeini en France

Les relations franco-iraniennes connaissent un intermède théâtral — qui rétrospectivement fait figure de chant du cygne — avec l'arrivée inattendue de l'ayatollah Rouhollah Khomeini en France le 6 octobre 1978. Celui-ci arrive de son exil de Nadjaf et s'installe à Neauphle-le-Château, à une trentaine de kilomètres de Paris, avec la permission du président Giscard d'Estaing. Ce dernier ne faisait pas mystère de son dédain envers le shah. Mohammad Reza Shah, pensant que la popularité de l'ayatollah baisserait une fois éloigné de Nadjaf, demande au gouvernement français de le garder là-bas, son expulsion ou extradition étant rendue impossible par la fascination que le personnage suscite alors.
L'ayatollah, encensé par la presse européenne et les intellectuels de l'époque (Michel Foucault prend sa défense, Simone de Beauvoir et Jean-Paul Sartre se rendent à Téhéran après la chute du chah en signe de soutien à la révolution islamique), y demeure jusqu'au 31 janvier 1979, date de son retour en Iran. Malgré la sympathie ressentie par les Iraniens envers la France pour avoir accueilli le nouvel homme fort du pays et les opposants de tous bords au régime Pahlavi, aucun privilège particulier n'est accordé à la France par le nouveau régime. Après la victoire de la révolution, des vagues successives de réfugiés (monarchistes, puis nationalistes libéraux puis marxistes et enfin musulmans libéraux) arrivent à Paris et en France, aggravant alors la tension entre les deux pays. Chapour Bakhtiar, ancien premier ministre, est le premier réfugié dont l'extradition est demandée par la république islamique, régime qui tente de l'assassiner une première fois en juillet 1980, sans succès, avant d'y réussir à son domicile de Suresnes en 1991.
À partir de 1981, le nouveau gouvernement français, socialiste et laïc, éprouve de fortes inimitiés envers le nouveau régime iranien qui a des velléités théocratiques. Les dirigeants de l'opposition iranienne, particulièrement ceux des moudjahiddines du peuple iranien ainsi que Abolhassan Bani Sadr (qui avait fait une partie de ses études en France) se réfugient en France à partir de 1981. Ces émigrés partagent la vision de François Mitterrand selon laquelle la « dictature des mollahs » est à portée de main. L'enseignement est bouleversé en Iran avec l'introduction de normes islamiques. Le français n'y a plus sa place et l'anglais est la seule langue étrangère véritablement reconnue, malgré la crise des otages et la rupture des liens diplomatiques américano-iraniens, dans un mélange entre fascination et répulsion. L'ère de la France semble terminée.

### Guerre Iran-Irak et attentats contre la France
Après le bombardement le 7 juin 1981 par Israël de la centrale nucléaire irakienne de Tammuz (nom irakien de la centrale, en français : Osirak), dont les réacteurs ont été livrés par les Français, la France réagit en prenant parti pour l'Irak. Presque tous les citoyens français résidant en Iran sont évacués en août 1981, et, à la demande des États arabes de la région, l'aide française à l'Irak s'intensifie. Des Mirage F1, commandés en 1977 sont alors livrés à l'Irak, en 1981. En octobre 1983, la France prête cinq Super-Étendard transportant des missiles Exocet afin de détruire les installations iraniennes leur permettant d'exporter leur pétrole. La réponse de la république islamique ne se fait pas attendre et prend la forme de prise d'otages au Liban et d'attaques terroristes sur le sol français.
Bien que la France ait clairement pris parti pour l'Irak lors de ce conflit, elle réussit tout de même à continuer à vendre des armes à l'Iran grâce à des canaux indirects.[réf. nécessaire]
À la suite de la révolution de 1979, la France refuse de fournir de l'uranium enrichi à l'Iran. L'Iran n'a pas non plus pu cautionner son investissement dans Eurodif, société anonyme fondée en 1973 par la France, la Belgique, l'Espagne et la Suède. En 1975, la part suédoise de 10 % dans Eurodif est attribuée à l'Iran à la suite d'un accord entre la France et l'Iran. La compagnie française nationalisée Cogéma et le gouvernement iranien fondent alors la Sofidif (Société franco-iranienne pour l’enrichissement de l’uranium par diffusion gazeuse), possédant respectivement 60 % et 40 % des parts. En retour, la Sofidif a acquis une part de 25 % dans Eurodif, ce qui donne à l'Iran sa part de 10 % dans Eurodif. Reza Shah Pahlavi prête un milliard de dollars américains (et encore 180 millions de dollars américains en 1977) pour la construction de l'usine Eurodif, afin d'avoir le droit d'acheter 10 % de la production du site.
En 1982, le président François Mitterrand refuse de donner le moindre uranium à l'Iran, qui a aussi réclamé la dette d'un milliard de dollars américains. Le 17 novembre 1986, l'ex-président du directoire d'Eurodif Georges Besse (alors président de la régie Renault) est assassiné. L'assassinat intervient le même jour que le premier remboursement français à l'Iran dans le cadre d'Eurodif (330 millions de dollars américains). L'acte est revendiqué par des militants d'extrême gauche d'Action directe. Cependant, ils ont nié toute responsabilité pendant leur procès. Dans leur enquête La République atomique, France-Iran le pacte nucléaire, David Carr-Brown et Dominique Lorentz insistent sur la responsabilité des services secrets iraniens, qui auraient manipulé Action directe à travers les liens de cette organisation avec les Fractions armées révolutionnaires libanaises (FARL). Plus important encore, ils montrent comment l'affaire des otages français est liée au chantage iranien. Le chantage iranien envers la France est, selon Gilles Ménage, partiellement motivé par la libération d'Anis Naccache, chef du commando qui a tenté d'assassiner Chapour Bakhtiar en 1980. Ce chantage s'exprime lors de la série d'attentats en France en 1985-1986. Finalement, un accord est trouvé en 1991 : la France rend plus d'1,6 milliard de dollars américains. L'Iran reste actionnaire d’Eurodif via la Sofidif, un consortium franco-iranien actionnaire à hauteur de 25 % d'Eurodif. Cependant, l'Iran s'est abstenu de demander l'uranium produit,.
Chapour Bakhtiar est assassiné le 6 août 1991 à Suresnes, en France, par trois assassins iraniens en même temps que son secrétaire, Soroush Katibeh, aggravant ainsi la méfiance entre les deux nations.
La France se lance à partir de 1987 dans une « guerre diplomatique » pour contrer les attaques terroristes. Paris demande d'abord à ce qu'un traducteur de l'ambassade d'Iran à Paris sans statut diplomatique, Wahid Gordji, comparaisse devant les autorités judiciaires françaises pour sa collaboration présumée avec un groupe terroriste ; c'est ensuite au tour de Téhéran d'accuser le premier conseiller à l'ambassade française, Paul-Marie Torri, d'espionnage. Il sera arrêté puis libéré le même jour que Wahid Gordji Cette crise diplomatique se solde par une rupture des relations le 17 juillet 1987, les diplomates étant confinés dans leurs ambassades jusqu'en décembre et les relations diplomatiques ne reprenant complètement qu'en juin 1988.
La révolution puis la guerre Iran-Irak ont complètement détruit ce qui restait de culture française en Iran. Le départ de la famille royale et de la haute bourgeoisie, dont la deuxième langue était le français, puis la fermeture des instituts culturels français sont des facteurs déterminants dans cette perte d'influence. Seul l'Institut français de recherche en Iran (IFRI) reste actif, bien qu'il soit officiellement fermé.

### Une politique commerciale plus indépendante des États-Unis (1991–2003)
Après la guerre du Golfe (1990-1991), les pays de la communauté européenne cherchent à adopter une politique plus indépendante, en particulier la France. C'est elle en effet qui mène un mouvement de protestation des pays occidentaux contre la loi d'Amato-Kennedy en 1996, car Total avait remporté l'année précédente un contrat de forage en Iran. Depuis l'élection de Mohammad Khatami à la présidence, les pays européens essayent de rétablir le dialogue avec l'Iran. C'est dans ce contexte que le ministre français des affaires étrangères, Hubert Védrine, après avoir essuyé un refus de Jacques Chirac en 1997, se rend à Téhéran en août 1998 et invite formellement Khatami en France, visite qui aura lieu l'année suivante. Aujourd'hui[Quand ?], l'Union européenne représente la moitié du commerce extérieur de l'Iran, mais la part de la France reste très inférieure à celle de l'Allemagne ou de l'Italie.
La France était en 2002 le troisième fournisseur de l’Iran, avec 8,5 % des importations iraniennes (2598 MUSD) et son 7e client avec 3,5 % des exportations iraniennes (1078 MUSD). Les exportations françaises étaient particulièrement concentrées dans l'industrie automobile, la pharmacie et l'industrie pétrolière. PSA y fait assembler des Xantia, 206 et 405, alors que Renault y prépare le lancement de sa Logan sur un marché très dynamique. La volonté iranienne d'exporter, un moment, les modèles ainsi produits donne lieu à des tensions avec les constructeurs. La France importait pour sa part une très grande majorité d'hydrocarbures — 3 % des hydrocarbures français proviennent d'Iran. Sont aussi importés des pistaches ou des tapis qui représentent toutefois un volume beaucoup moins important.
Un accord protégeant et encourageant les investissements est signé par la délégation française du Ministre délégué au commerce extérieur le 12 mai 2003 à Téhéran et entre en vigueur le 13 novembre 2004.

### Des relations dictées par la question du nucléaire (2003–2013)
La France fait partie du groupe UE-3 (avec l'Allemagne et le Royaume-Uni), qui a entamé les négociations avec l'Iran visant à faire arrêter la production d'uranium enrichi par l'Iran. La France redoute en fait que le programme nucléaire civil de l'Iran ne cache un programme militaire, comme le signale le ministre des Affaires étrangères Philippe Douste-Blazy le 16 février 2006 : « Aucun programme nucléaire civil ne peut expliquer le programme nucléaire de l'Iran. C'est un programme nucléaire militaire clandestin ». Pour Georges Malbrunot, « depuis presque dix ans, la France apparaît, avec Israël, comme le pays occidental le plus dur contre l’Iran ».

#### Une attitude d'abord conciliante (2003-2005)
La France est à l'origine des premières négociations en 2003 après les révélations, en 2002, de l'existence du site clandestin d'enrichissement d'uranium de Natanz : ce dialogue avec la République islamique provoque d'ailleurs la colère du président américain George W. Bush, partisan de sanctions contre Téhéran. Dans le contexte de la guerre d'Irak, les négociateurs emmenés par Dominique de Villepin cherchent alors à montrer « que l'on pouvait traiter le problème des armes de destruction massive autrement que par la guerre ». Le ministre des Affaires étrangères obtient le feu vert de Jacques Chirac pour construire une coalition internationale, mais « se heurte aux réticences du Quai d'Orsay, soucieux de ne pas aggraver les tensions avec les États-Unis après l'épisode irakien. La "troïka" formée par la France avec l'Allemagne et le Royaume-Uni est d'abord bien accueillie par l'Iran, qui redoute l'imposition de sanctions des Nations unies réclamées par les États-Unis ».

#### Des relations particulièrement tendues (2005-2013)

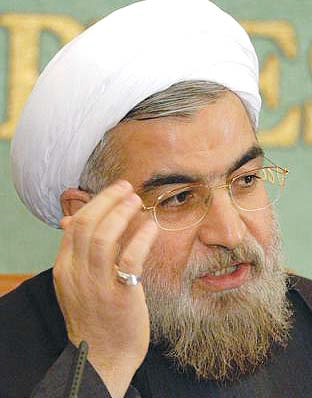
Hassan Rohani, 29 janvier 2005

Durant la première moitié de l’année 2005 se déroulent plusieurs visites bilatérales :
- Le 24 février 2005, le président de la République française Jacques Chirac, intransigeant sur l'abandon du programme nucléaire militaire iranien, reçoit le Secrétaire iranien au Conseil suprême de sécurité nationale, Hassan Rohani (futur président en 2013), à la demande de ce dernier. Rohani, qui « côtoie régulièrement les ministres des Affaires étrangères français, allemand et britannique » et représente « une figure très appréciée car très sincère » d'après l'ancien ambassadeur François Nicoullaud[32], propose de demander quels sont les contrôles supplémentaires que l'AIEA juge nécessaires sur les installations nucléaires iraniennes pour que l'Agence établisse une fois pour toutes la bonne foi de l'Iran : il s'engage à respecter ses exigences. Jacques Chirac donne son accord mais Paris ne demandera jamais à l’AIEA de procéder aux contrôles décidés lors de la rencontre Rohani-Chirac. D'après un expert des relations franco-iraniennes, « les fonctionnaires ont probablement bloqué cette demande ». Quelques années après, dans ses Mémoires de directeur de l’AIEA, l'Égyptien Mohamed el-Baradei évoquera ce malentendu, affirmant que ses « contacts avec Jacques Chirac allaient dans un sens, et ce que les fonctionnaires français faisaient en parallèle allaient dans un autre sens »[33].
- Le président Khatami rencontre le président de la République française à Paris le 5 avril 2005, en marge d’une conférence de l’UNESCO, lors de laquelle il donne un discours sur le dialogue entre les civilisations. Le ministre des Affaires étrangères reçoit son homologue iranien, M. Kamal Kharrazi, qui accompagne le président de l’Iran.
- M. Xavier Darcos, le ministre délégué à la Coopération au développement et à la francophonie, se rend à Téhéran et à Bam le 22 et 23 mai 2005.

Plus aucune rencontre n'a lieu pendant les huit années suivantes, notamment marquées par la présidence de Mahmoud Ahmadinedjad. Avec le début de la présidence de Nicolas Sarkozy, les tensions avec l'Iran se sont accrues, la position française s'étant rapprochée de la position américaine en faveur de sanctions contre le régime iranien. Pour l'ancien ambassadeur de France en Iran François Nicoullaud, « la France a [même] basculé vers une position souvent plus dure que celle des États-Unis ». Selon Yves-Michel Riols : « Face à l'impasse des pourparlers et à la découverte du site militaire souterrain de Fordow, la France prend l'initiative d'élargir les sanctions, en 2011, pour frapper de plein fouet la machine économique iranienne : embargo sur les exportations de pétrole et gel des avoirs de la banque centrale à l'étranger ».

#### Les motivations de l'intransigeance française
Un télégramme diplomatique rédigé par l’ambassade américaine à Paris et révélé par WikiLeaks en 2010 détaille les motivations de la France dans son intransigeance à l'égard du programme nucléaire iranien :
- « une croyance ferme en la non-prolifération pour préserver la dissuasion nucléaire française » : selon Georges Malbrunot, « Paris ne veut pas que dans la foulée d’un Iran nucléaire, la Turquie, l’Égypte et l’Arabie saoudite se lancent dans la course à la bombe »[27].
- « une préoccupation réelle s’agissant de la menace (que la bombe iranienne fait peser) sur Israël », notamment de la part de Laurent Fabius.
- « une colère personnelle liée à la façon dont l’Iran a essayé de manipuler la France » dans l’affaire de la chercheuse Clotilde Reiss, sans compter de nombreux autres irritants[27].

Ces motivations perdurent malgré l'alternance au pouvoir : en effet, d'après Georges Malbrunot, « face à une direction iranienne qui a changé, il convient de signaler la continuité de l’équipe de diplomates français qui gèrent depuis des années le dossier Iran depuis Paris ou à l’ONU, que leurs détracteurs dépeignent avec malice comme des « ayatollahs de l’anti prolifération » ou de « grands admirateurs d’Israël », voire parfois les deux en même temps ». De plus, un spécialiste estime que « la France se perçoit comme le gardien du temple du contentieux nucléaire iranien. Paris a toujours eu un sentiment de paternité du dossier iranien qui a été un élément constitutif de la culture stratégique française », le Quai d'Orsay plaçant ses meilleurs éléments sur ce dossier ; et ce au point d'attiser les rivalités entre les différentes directions, les « Moyen-Orientaux » s'offusquant d'être marginalisés au profit des « ayatollahs de la non-prolifération ». Pour Yves-Michel Riols, « la France a beaucoup investi dans ce domaine [le nucléaire], en renseignement et en expertise technique ».
La relance par François Hollande du partenariat entre la France et l'Arabie saoudite ajoute une motivation supplémentaire : celle-ci redoute en effet « l’expansionnisme irano-chiite dans le monde arabe, que ce soit chez elle, à Bahreïn, en Irak, au Liban et bien sûr en Syrie, où la chute de Bachar el-Assad – alliée de l’Iran - a été définie comme une priorité par la monarchie wahhabite » dans le contexte de la guerre civile syrienne.

#### Conséquences commerciales

##### Panorama des échanges franco-iraniens
La crise nucléaire avec l'Iran, à partir de 2003, puis les sanctions internationales adoptées contre la République Islamique par le conseil de sécurité des Nations unies, l'UE et les États-Unis ont beaucoup modifié le panorama commercial des années 1990, précipitant l'Iran dans un marasme économique sans précédent. Les exportations françaises se sont contractées et les importations de pétrole ont été complètement suspendues tandis que Total achevait son retrait du pays.
D'après Le Monde : « Alors qu'ils avoisinaient les 4,5 milliards d'euros à leur plus haut en 2006, les échanges commerciaux entre Paris et Téhéran sont tombés à 379 millions d'euros pour les huit premiers mois de 2013. La France, qui exportait encore pour 803 millions d'euros l'an passé, a vu ses ventes chuter de moitié [entre janvier et novembre 2013]. En cause : la décision de l'Union européenne d'interdire depuis 2012 au secteur bancaire iranien l'accès au réseau Swift (Society for Worldwide Interbank Financial Telecommunication). Une mesure qui paralyse les flux financiers et empêche les sociétés de rapatrier dans l'Hexagone les bénéfices engrangés en Iran ».
Une anecdote rapportée par Georges Malbrunot illustre la vigilance de l'administration française quant au respect des sanctions internationales par les entreprises hexagonales qui réalisent des activités en Iran : en 2012, « l’une d’elles a dû livrer au ministère de l’Économie l’intégralité de ses factures, soit deux mètres cubes de paperasse ».
Après avoir supprimé le poste de représentant chargé des affaires économiques et commerciales auprès de son ambassade à Téhéran pendant quelques années, la France décide de le renouveler en 2014 et satisfait ainsi le souhait des industriels et diplomates français sur place, auquel le Quai d'Orsay s'est un temps opposé.

##### Le cas du secteur automobile
Le secteur automobile a été particulièrement touché. En 2012 et 2013, une polémique éclate alors que les groupes PSA et Renault, implantés en Iran depuis l'époque du Shah (Peugeot a notamment occupé jusqu'à 30 % du parc iranien), se voient interdire toute nouvelle vente dans le pays, du fait du renforcement des sanctions internationales contre l'Iran, de la fusion de PSA avec General Motors, et d'un ordre du président américain Barack Obama.
Fin juin 2013, le président de la Commission des finances du Sénat, Philippe Marini, s'alarme des nouvelles sanctions américaines contre l'Iran qui vont, selon lui, affecter durement les groupes automobiles français. Dans une tribune transmise à l'agence Reuters, il appelle les autorités françaises à obtenir de la présidence des États-Unis une exemption pour la France ou l'engagement que les mesures prévues ne seraient pas mises en œuvre à son encontre.
Mais selon Le Monde, la perte du marché iranien ne correspondrait qu'à un manque à gagner pour Peugeot de 640 à 850 millions d'euros, soit une part dérisoire de son chiffre d'affaires en 2011, qui s'élevait à 42,7 milliards d'euros ; tandis que PSA réfute tout lien entre la fermeture de l'usine d'Aulnay-sous-Bois et la cessation de ses activités en Iran. Quant à Renault, la crise commerciale avec l'Iran lui coûte 500 millions d'euros en 2013 : « près de 103 000 véhicules ont été vendus en Iran en 2012, contre seulement 31 382 entre janvier et septembre 2013 », ses activités s'étant arrêtées à l'été 2013.
Les marques sud-coréennes et chinoises ont ainsi profité de ce contexte pour s'implanter dans le pays. Et durant le second semestre 2013, General Motors, qui avait fait pression sur PSA lors de leur alliance afin que le groupe français interrompe ses livraisons de pièces détachées en Iran, mène une offensive pour y étendre ses propres activités commerciales, notamment en prenant contact avec Iran Khodro, la société iranienne qui assemblait pour le compte de PSA des Peugeot 206 et 405 à partir de kits de pièces préparés dans le site industriel de Vesoul (Haute-Saône). Cette initiative est encouragée par un décret signé par Barack Obama le 3 juin 2013, l’Executive Order Act 13645, qui sanctionne la fourniture de pièces détachées ou de services à des sociétés iraniennes mais pas la fourniture de véhicules : un constructeur comme General Motors, qui n’a pas d’activité industrielle dans le pays, est ainsi avantagé, alors que Renault se voit interdit d’assembler en CKD (Complete Knock Down, en français un nécessaire non assemblé).
En novembre 2013, l'accord international sur le nucléaire iranien engage les pays négociateurs à suspendre certaines sanctions sur le secteur automobile notamment.

#### Discorde sur les droits de l'homme

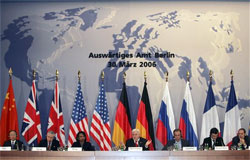
Les ministres des affaires étrangères de la France, de l'Allemagne, des États-Unis, de la Grande-Bretagne, de la Russie et de la Chine pendant une réunion sur le programme nucléaire iranien en mars 2006.

Du point de vue politique, la France exprime régulièrement sa préoccupation au sujet des droits de l'homme en Iran au gouvernement iranien, de manière directe comme lors de la convocation en août 2005 du chargé d'affaires iranien à Paris afin d'exprimer son intérêt pour le sort de Akbar Gandji, journaliste emprisonné ainsi que de son avocat, M. Soltani, ou de manière indirecte comme le montre la remise du prix des Droits de l’Homme à la femme de M. Emadeddin Baqi, un dissident iranien combattant pour les droits de prisonniers et contre la peine de mort, le 12 décembre 2005. Le soulèvement postélectoral de 2009 a également contribué à considérer l'Iran comme un État infréquentable.

### Réchauffement des relations (2013-2018)
En 2013, l'élection à la présidence de Hassan Rohani, soucieux dans ses discours de rétablir le dialogue avec l'Occident, entraîne un réchauffement des relations franco-iraniennes. En juillet, François Hollande est invité à venir à son investiture devant le Parlement iranien, début août à Téhéran, alors qu'il a été l'un des derniers chefs d'État à le féliciter. Mais dans une position commune, l’Union européenne décide de ne pas envoyer de représentants assister à la cérémonie d’investiture. En parallèle, les deux anciens Premiers ministres Michel Rocard et Dominique de Villepin, qui avaient négocié avec Hassan Rohani la question nucléaire en 2003, proposent leurs services pour aller à Téhéran féliciter ce dernier, comme l'ancien chef de la diplomatie britannique Jack Straw l'avait fait de son côté. Mais le ministre des Affaires étrangères Laurent Fabius s'oppose à ces initiatives, avant de rencontrer l'ambassadeur iranien à Paris et de s'entretenir avec son homologue Javad Zarif. Le 24 septembre 2013, François Hollande et Hassan Rohani se rencontrent brièvement au siège de l'ONU lors de la 68e Assemblée générale des Nations unies. Le président français, seul dirigeant occidental de premier plan à rencontrer le président iranien à cette occasion, évoque « un premier contact qui en appelle d'autres ».
En janvier 2016, Hassan Rohani effectue une visite de deux jours en France, ce qui n'était plus arrivé à un président iranien depuis 1998. L'objectif est de renouer les liens économiques entre les deux pays. À cette occasion, PSA et Iran Khodro annoncent la création d’une coentreprise pour développer et produire des véhicules de marque Peugeot en Iran dès 2017, alors que PSA se contentait de fournir des pièces et des véhicules en pièces détachées à Iran Khodro avant le refroidissement des relations entre les deux pays. PSA est le premier constructeur international à annoncer un accord industriel d’une telle ampleur.

### Depuis 2018
Avec la décision unilatérale du Président américain, Donald Trump de sortir de l'accord nucléaire (8 mai 2018) et d'appliquer des sanctions contre l'Iran et toutes les entreprises européennes et françaises travaillant avec l'Iran (le principe d'extraterritorialité des lois US), un coup d'arrêt a été porté aux développement des grandes entreprises françaises en Iran ainsi qu'aux grands contrats qui avaient été signés entre les deux pays (Total, PSA, Renault, Airbus, ATR....). Emmanuel Macron, ainsi que l'ensemble des pays européens, décident alors de demeurer dans l'accord nucléaire, de tenter de le faire vivre par tous les moyens et de faire face aux décisions américaines (la remise à jour et l'application des lois de blocages au niveau européens pour empêcher l'application des lois extraterritoriales US), ceci en dépit d'importants désaccords politiques avec l'Iran dans d'autres domaines (capacités balistiques iraniennes, politique régionale de l'Iran, le conflit en Syrie et au Yémen...). Alors que la tension augmente entre les États-Unis et l'Iran, le Président français s'efforce d’œuvrer à une désescalade entre les deux pays. Clément Therme, chercheur au CERI, doute néanmoins de la possibilité pour Emmanuel Macron d'être un médiateur arguant que la France, alliée militaire de l'Arabie saoudite, n'est « pas un facteur neutre ». De surcroît, il observe que les nominations au Quai d'Orsay et au ministère de la Défense, les fonctionnaires promus durant les derniers mois « ont des positions anti-iraniennes ».
Début 2020, après l’assassinat du général iranien Qassem Soleimani, représentant d’un État souverain invité par les autorités irakiennes à Bagdad, par une frappe américaine, la diplomatie française demeure alignée sur celle du gouvernement américain, Emmanuel Macron assurant Donald Trump de « son entière solidarité avec les alliés ». L'escalade entre Paris et Téhéran est encore accentuée par un tweet du Président français utilisant le terme de « Golfe arabo-persique » au lieu de l'appellation historique « Golfe Persique », provoquant des réactions indignées en Iran. L'ayatollah Khamenei, le même mois, traite la France, l'Allemagne et le Royaume-Uni de « valets de l'Amérique ».
Lors de l'attaque d'Israël par l'Iran d'avril 2024, Emmanuel Macron confirme que la France a procédé à des « interceptions » de missiles et de drones iraniens visant Israël « à la demande de la Jordanie ».

### Coopération scientifique et culturelle
L'influence culturelle de la France a quasiment disparu à la fin des années 1980. Seul l'anglais (et dans une moindre mesure l'allemand) est appris en tant que langue de culture étrangère aujourd'hui. La coopération scientifique et culturelle entre les deux pays est régie par un accord général datant de 1993 et un accord culturel du 31 janvier 1999. Dans ce cadre, la France promeut les relations entre universités, la France est le sixième pays accueillant des étudiants iraniens. Elle compte ouvrir un centre pour l'échange inter universitaire à l'ambassade de Téhéran dans le cadre du projet de loi relatif à l'immigration et à l'intégration de mai 2006.
Les relations entre les universités sont appuyées par la promotion de partenariats scientifiques (sismologie, biologie, environnement, urbanisme, sciences humaines et sociales, médecine vétérinaire), en accord avec les règles de vigilance et avec le cofinancement iranien (un programme d'action intégrée appelé Gundishapur a été signé en juillet 2004. Le dialogue culturel entre les deux pays se traduit par une volonté d'augmenter l'apprentissage du français dans le secondaire et le supérieur, d'organiser des évènements culturels de part et d'autre. L'Institut français de recherche en Iran (en persan : انجمن ايرانشناسي فرانسه در ايران) est aujourd'hui le seul centre de recherche étranger auquel il est permis de prendre part à la diffusion de l’information de la culture perse et iranienne.
La France fournit une importante aide humanitaire à l'Iran après la tremblement de terre de Bam (26 décembre 2003) ayant fait près de 32 000 victimes. Elle est un des trois premiers pays à le faire avec l'Italie et le Japon. La France participe aujourd’hui à la reconstruction de la ville et de sa citadelle historique (l'Arg-é Bam, classé au patrimoine mondial de l'UNESCO). L'aide d'urgence s'élève à 5,22 M€ et la contribution à la reconstruction s'élève à une subvention de 500 000 € du ministère des affaires étrangères français et 160 000 € du ministère de la culture. De plus, plusieurs grandes entreprises françaises ont fait des dons afin de participer à l'effort de reconstruction: 2,8 M€ ont été recueillis, provenant de dons de Total, Peugeot, Renault, BNP Paribas, servant à mettre en service un hôpital, à cartographier la citadelle, et à aider à prévenir les risques sismiques (fourniture de 20 stations sismographiques portables.
Il existe également de nombreuses associations de la société civile française qui promeut les relations entre la France et l'Iran, tel que l'association Centre Franco-Iranien.

## Les délégations archéologiques françaises (1895–1979)

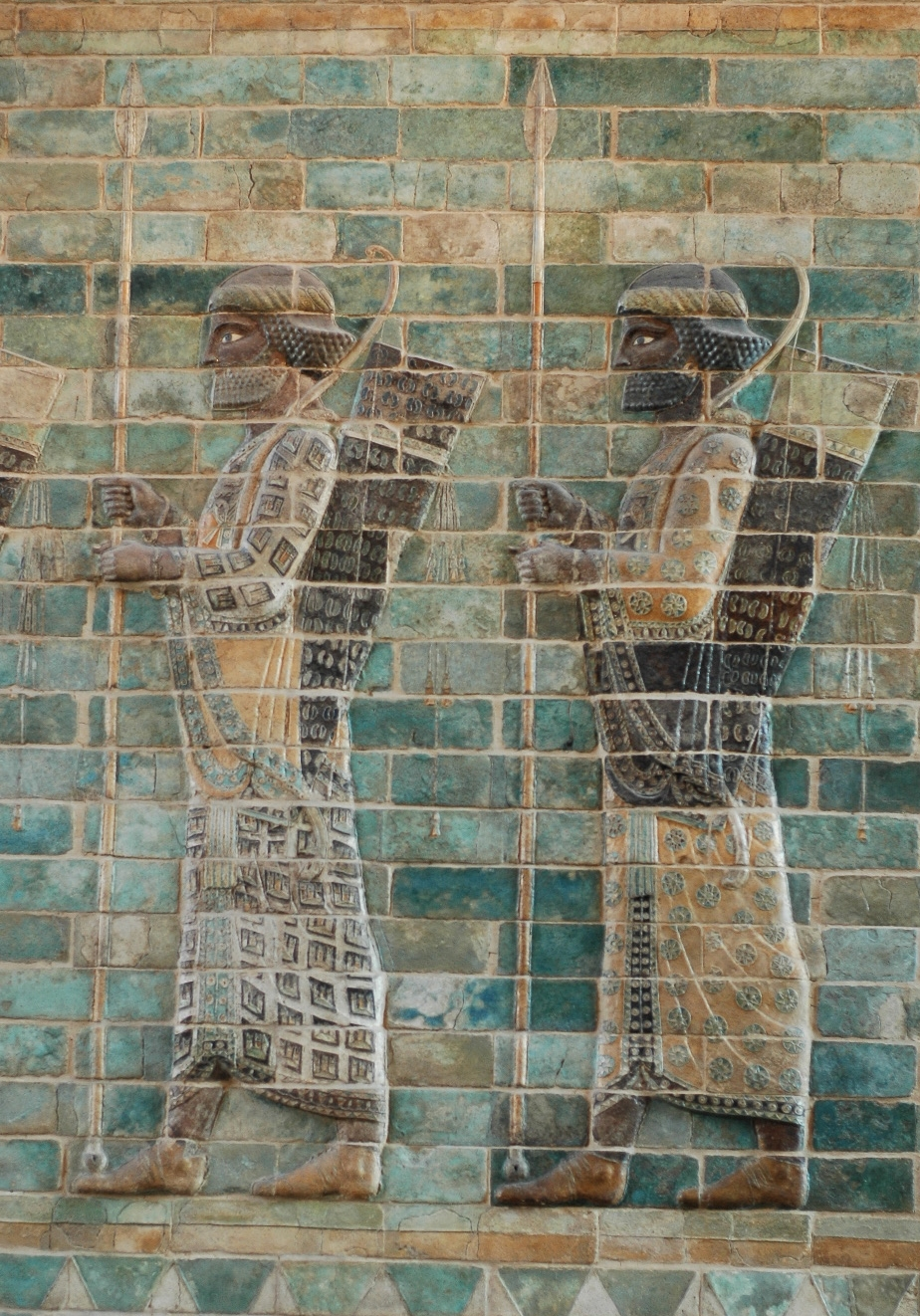
La célèbre Frise aux archers du palais de Darius à Suse, découverte par les Dieulafoy (exposée au Louvre).

La recherche archéologique en Perse (Iran) commence avec les explorations du géologue britannique W. K. Loftus en 1847 et est continuée par Marcel Dieulafoy en 1884–1886, aidé de sa femme Jane. L'intérêt des archéologues se porte alors principalement sur le site de Suse, capitale du royaume d'Élam et également une des capitales de l'empire achéménide.
En 1895, René de Balloy, ambassadeur français à Téhéran, obtient de Nassereddine Shah un monopole français sur les explorations archéologiques en Perse. En 1897, Jacques de Morgan, ingénieur des mines, est nommé par le ministère français de l'Instruction publique (décret ministériel du 19 avril 1897) et une somme de 100 000 francs lui est allouée pour l'établissement de la Délégation en Perse (DP).
En 1900, une convention est signée entre Mozaffareddine Chah et la France, qui se voit attribuer le droit exclusif de fouiller et de garder les découvertes faites. Le gouvernement persan ne recevait une compensation que pour les objets en or et en argent. Jusqu'en 1912, un nombre croissant d'équipes viennent fouiller des sites archéologiques iraniens : Tepe Musiān dans la plaine de Dehloran, les champs de « dolmens » dans le Guilan, des fossiles à Maragha…
Après la démission de Morgan, la Délégation est renommée Mission archéologique en Perse (MAP), les travaux continuent sans personne à la tête de la mission, les fonds étant répartis entre différents chercheurs. Les travaux doivent s'arrêter pendant la Première Guerre mondiale, puis reprennent véritablement en 1920 avec la nomination de Roland de Mecquenem à la tête de la MAP. Sous sa direction, les fouilles à Suse prennent un nouvel essor jusqu'en 1938. À partir de 1939, c'est le site de Chogha Zanbil qui commence à être exploré, de même que les sites de Tepe Giyan et Tepe Sialk.
En 1929, le gouvernement persan dénonce les termes du traité précédemment signé avec les Français. À partir de ce moment, tous les artefacts archéologiques -à l'exception des tablettes d'argile, des éléments de décor architecturaux et des objets de valeur considéré comme patrimoine iranien- seront divisés équitablement entre le Musée national d'Iran et le Musée du Louvre.
Après une période d'arrêt des fouilles au cours de la Seconde Guerre mondiale, les travaux reprennent de nouveau en 1946, sous la direction de Roman Ghirshman, nommé à la tête de la Mission archéologique en Iran (MAI). Sous sa direction, les fouilles à Suse et à Chogha Zanbil sont très importantes et connaissent des avancées notables. De plus, le site de Masjed-e Soleyman commence aussi à être fouillé à cette époque.
En 1968, la direction de la nouvelle Délégation archéologique française en Iran (DAFI) est confiée à Jean Perrot, qui va créer des liens plus étroits avec le département d'archéologie de l'Université de Téhéran, le département persan des antiquités (Edāreh-ye kol-e bāstān shenāsi), le centre persan pour la recherche archéologique (Markaz-e pažuheshā va kāveshā-ye bāstān shenāsi) et l'organisation nationale pour la préservation des monuments historiques en Iran (Sāzmān-e melli-e hefāzat-e ātar-e bāstāni-ye Irān). À partir de 1969, le système de répartition des objets trouvés entre les deux pays prend fin, toutes les antiquités trouvées étant alors conservées en Iran.
Les fouilles françaises en Iran et la délégation archéologique qui le permettait prennent fin avec la révolution de 1979.
Cependant, depuis 1983, l'institut français de recherche en Iran, issu de la fusion de la DAFI et de l’Institut Français d’Iranologie de Téhéran (IFIT) d'Henry Corbin a pris le relais des délégations archéologiques et continue à étudier le monde iranien.

### Pour aller plus loin